# Терский подуст
Терский подуст (лат. Chondrostoma cyri) — вид лучепёрых рыб из семейства карповых. Распространён в реках бассейна Каспийского моря в Азербайджане и России.

## Описание
Длина тела может достигать 46 см. Тело вытянутое, немного сжатое с боков. Вдоль боковой линии 57-66 чешуек. Глоточные зубы однорядные. В спинном плавнике 10-11 мягких лучей, в анальном — 11-12 лучей. У самцов более крупные анальные и спинные плавники. Спина серо-зелёная, бока серебристые с зеленоватым отливом. Грудные, брюшные и анальный плавники красноватые, все прочие плавники — серые.

## Ареал и местообитание
Куринский подуст встречается в водах бассейна Каспийского моря. Вид распространён в бассейне рек Терек, Сунжа и Сулак на северном Кавказе в Азербайджане и России. Обитает в средних притоках с быстрым течением и каменистым дном. Держится небольшими и средними группами возле дна.

## Биология
Держится небольшими и средними группами возле дна. Молодь питается придонными беспозвоночными. У взрослых особей рацион составляют водоросли и перифитон. Нерест проходит на галечных грунтах возле порогов. Клейкие икринки прикрепляются к камням. Средняя плодовитость — 5 тыс. икринок.